# بمب‌گذاری مارس ۲۰۱۶ آنکارا
بمب‌گذاری مارس ۲۰۱۶ آنکارا در ۱۳، ساعت ۱۸:۳۵ (زمان اروپای شرقی)، رخ داد و در انفجار بمبی در آنکارا، پایتخت کشور ترکیه، دستکم ۳۷ تن کشته و ۱۲۵ تن دیگر زخمی شدند که حال ۱۹ نفر از آن‌ها وخیم است.
برای این حملهٔ انتحاری از یک خودروی بمب‌گذاری‌شده استفاده‌شد، که یک اتوبوس غیرنظامیان را هدف قرار داده‌بود.